# Hạm đội hiện hữu

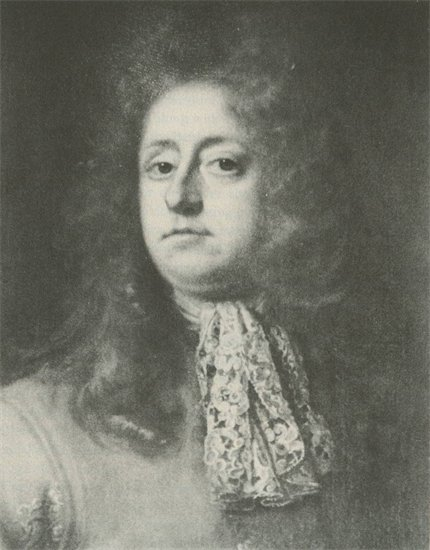
Arthur Herbert, Bá tước thứ nhất của Torrington, người khởi xướng thuật ngữ "hạm đội hiện hữu" năm 1690.

Trong hải chiến, một "hạm đội hiện hữu" là một lực lượng hải quân thể hiện ảnh hưởng và kiểm soát mà không cần phải rời cảng. Nếu hạm đội rời cảng và đối mặt với kẻ thù, nó có thể thua trong trận chiến và không còn ảnh hưởng được đến hành động của kẻ thù, nhưng trong khi nó vẫn an toàn trong cảng, kẻ địch buộc phải liên tục triển khai lực lượng để đề phòng đến nó. Một "hạm đội hiện hữu" có thể là một phần của một học thuyết phong tỏa biển, nhưng không phải là một trong những học thuyết thuộc kiểm soát biển. 

## Sử dụng thuật ngữ
Thuật ngữ này lần đầu tiên được sử dụng vào năm 1690 khi Bá tước Torrington, chỉ huy của lực lượng Hải quân Hoàng gia Anh trong Eo biển Anh, thấy mình phải đối mặt với một hạm đội Pháp mạnh hơn. Ông đề nghị tránh một trận chiến trên biển trừ khi gặp điều kiện rất thuận lợi, cho đến khi lực lượng ông có thể được củng cố. Bằng cách giữ "hạm đội hiện hữu", ông ta có thể duy trì một mối đe dọa hiện hữu, buộc kẻ thù phải ở lại trong khu vực và ngăn cản chúng không thể chủ động ở nơi khác.

### Cách sử dụng khác
Rudyard Kipling đã xuất bản một loạt các bài báo về Hạm đội Eo biển của Anh dưới tiêu đề A Fleet in Being vào năm 1898, nhưng không sử dụng thuật ngữ theo nghĩa được mô tả ở trên.

## Khái niệm
Khái niệm "hạm đội hiện hữu" dựa trên giả định rằng hạm đội được tương đối an toàn trong cảng, ngay cả khi gần kẻ thù. Mặc dù giả định này không còn hoàn toàn đúng trong thời kỳ hiện đại, nhưng trong lịch sử, một hạm đội trong cảng là một hạm đội được cách lý tối đa đối với các mối đe dọa tiềm năng từ các cuộc tấn công và thời tiết. Kể cả khi đối phương quyết định giao chiến, họ sẽ phải chịu tổn thất đáng kể để thực hiện mục tiêu.
Kẻ thù sẽ không thể phớt lờ hạm đội trong cảng vì hạm đội đó có thể thừa cơ tấn công lúc có lợi thế. Ngoài ra bên kẻ thù phải luôn duy trì một lực lượng ít nhất tương đương hoặc mạnh hơn lực lượng trong cảng trong trường hợp lực lượng trong cảng có xuất kích dẫn đến kẻ thù phải tốn một phần lực lượng mà họ có thể sử dụng vào việc khác.
Nó dẫn đến trạng thái tiến thoái lưỡng nan thiên về phe phòng thủ.
Tuy nhiên, sau trận đánh Taranto và cuộc tấn công vào Trân Châu Cảng, rõ ràng là sức mạnh không quân đã biến một hạm đội tập trung ở một cảng thành một mục tiêu dễ bị tổn thương, và một hạm đội hiện hữu không còn là lựa chọn an toàn nữa. Tất nhiên, ta có thể tưởng tượng một tình huống mà một hạm đội vẫn còn tương đối an toàn trong bến cảng, chẳng hạn như đối thủ không muốn tấn công họ tại cảng vì lý do chính trị. Sau khi xem xét các giải pháp khác nhau: "Chiến lược đã được chấp thuận bởi Hải quân Argentina trong Chiến tranh Falkland năm 1982 là dạng của khái niệm "hạm đội hiện hữu"...Hạm đội sẽ không tiến hành một cuộc tấn công trực tiếp; họ sẽ chỉ tấn công khi tỷ lệ cược có lợi cho họ. Nếu không, họ sẽ vẫn ở bên ngoài vùng đặc quyền của Anh và chờ đợi một cơ hội.". Phe Argentina không thể sử dụng hết lợi ích của "hạm đội hiện hữu" nhưng họ đã tránh được kết quả bất lợi.
Ý tưởng của một "hạm đội hiện hữu" có thể được áp dụng vào các lực lượng khác không phải hải quân. Một pháo đài bị vây hãm về bản chất là một "quân đội hiện hữu", giữ chân lực lượng kẻ thù mà không rời khỏi pháo đài hoặc giao chiến. Trong cuộc Chiến tranh vùng Vịnh, Saddam Hussein được sử dụng của không quân của mình theo một chiến lược hoạt động tương tự như "hạm đội hiện hữu". Chỉ sự hiện diện của Không quân Iraq trong boongke gia cố buộc lực lượng liên minh tấn công Iraq phải hành động cẩn thận và liên tục hộ tống máy bay ném bom của họ cho đến khi các hầm máy bay của đối phương bị vô hiệu hóa.

## Lịch sử

### Chiến tranh Nga-Nhật Năm 1904-1905
Ví dụ hiện đại đầu tiên là sự giao tranh giữa Hải quân Đế quốc Nga và Hải quân Đế quốc Nhật Bản tại cảng Arthur trong Chiến tranh Nga-Nhật năm 1904. Nga sở hữu ba hạm đội chiến đấu: một ở Biển Baltic, thứ hai trong Biển Đen và thứ ba ở Viễn Đông. Hải đội Thái Bình Dương ở Viễn Đông đóng quân tại Vladivostok và cảng Arthur. Với cảng Arthur nằm gần với cuộc chiến tranh trên đất liền, nó trở thành mục tiêu chiến lược quan trọng.
Hải quân Nhật chỉ sở hữu một chiến đội để đấu với ba chiến đội của Hải quân Nga, do đó, bắt buộc Hải quân Nhật phải tránh chiến đấu với cả ba. Hiệp ước Anh-Nhật năm 1902 đã vô hiệu hạm đội Biển Đen bằng cách giữ cho chúng bị chặn ở Biển Đen, vì sợ nguy cơ chiến tranh với Anh. Tuy nhiên, Hạm đội Baltic (sau đó được đổi tên thành Hải đội Thái Bình Dương thứ hai) đã được ra lệnh củng cố hạm đội ở cảng Arthur vào năm 1905. Nhiệm vụ của Hải quân Nhật lúc bấy giờ phải ngăn chặn hành động đó.
Chỉ sau khi "hạm hiện hữu" tại cảng Arthur bị loại bỏ thì hạm đội Baltic và hạm đội Nhật có thể giao chiến và điều này cũng xảy ra vào năm sau, trong trận Tsushima vào tháng 5 năm 1905.
Để hoàn toàn trừ khử hạm đội chiến đấu của cảng Arthur, Hải quân Nhật đã khởi xướng ba chiến dịch. Đầu tiên là một cuộc tấn công bất ngờ bằng ngư lôi từ khu trục vào trong cảng vào đầu tháng 2 năm 1904. Nó đã nhanh chóng tiếp nối bằng  một nỗ lực để chặn lối vào bến cảng bằng cách đánh chìm các tàu hơi nước cũ (tàu khối) trong eo biển. Nỗ lực thứ ba và cuối cùng của việc "đóng hộp" vĩnh viễn hạm đội bằng cách rải mìn vào vùng nước xung quanh lối vào cảng. Mặc dù nỗ lực cuối cùng này cũng thất bại, nó có hậu quả ngoài ý muốn khi cướp đi của Hải quân Nga một trong những sĩ quan hải quân xuất sắc nhất của họ, Đô đốc Stepan Makarov. Khi kì hạm của ông, thiết giáp hạm Petropavlovsk, đâm phải một trong những quả mìn đó nó đã chìm gần như ngay lập tức, dìm chết Makarov cùng với thủy thủ đoàn.
“Hạm đội hiện hữu” vẫn ở yên như vậy, cho đến khi dưới sự chỉ huy mới của Đô đốc Vilgelm Vitgeft, hạm đội cảng Arthur được lệnh phải xông ra và tiến tới Vladivostok vào ngày 10 tháng 8 năm 1904. Việc rút chạy của Vitgeft từ Cảng Arthur dẫn đến Trận chiến Hoàng Hải, một cuộc đấu súng tầm xa quá mức khiến cho không có tàu nào của hai bên bị chìm, nhưng cuối cùng cũng loại bỏ "hạm đội hiện hữu" của cảng Arthur khi tàu chiến của nó bị phân rã về các cảng trung lập (nơi họ bị giam giữ), còn những tàu sống sót bị hư hỏng nặng, không còn khả năng tham chiến.

### Chiến tranh Thế giới thứ nhất
Một ví dụ khác là sự đối đầu giữa Hạm đội Biển khơi Đức và Đại Hạm Đội của Anh trong Thế chiến thứ nhất. Đức phần lớn ưu tiên giữ nguyên hạm đội của họ thay vì chấp nhận rủi ro thua trận nếu giao tranh với Hải quân Hoàng gia lớn hơn.

### Chiến tranh Thế giới thứ hai
Chiến tranh thế giới thứ hai, các hành động của Hải quân Hoàng gia Ý vào năm 1940 cũng thể hiện "hạm đội hiện hữu". Sau một số trận đánh nhỏ chống lại Hải quân Anh mà hầu như không dẫn đến kết quả quyết định, phần lớn hạm đội Ý đã đóng quân tại Taranto, nơi nó có thể nhanh chóng tấn công bất kỳ nỗ lực nào của Anh để tới Malta, gây "ảnh hưởng đáng kể đến chiến lược và bố trí hạm đội của Anh". Ngay cả sau thắng lợi chiến lược tuyệt vời của tàu sân bay Anh tấn công vào Taranto vào tháng 11 năm 1940, người Anh không đưa ra một đòn quyết định nào đối với hạm đội Ý đã dẫn đến Hải quân Anh duy trì các lực lượng hải quân đáng kể ở Địa Trung Hải trong ba năm tới.
Thậm chí nhiều hơn so với các tàu nổi khác trong Hải quân Đức Quốc xã, thiết giáp hạm Đức Tirpitz đã bỏ ra toàn bộ sự nghiệp của mình như là một “hạm đội hiện hữu”. Mặc dù không bao giờ bắn một con tàu địch, nhưng sự hiện diện của Tirpitz buộc Hải quân Hoàng gia Anh phải phân bổ các tàu chiến mạnh mẽ để bảo vệ các đoàn tàu Bắc Cực, và làm cho một đoàn tàu vận tải lớn (PQ-17) phân tán chỉ bằng tin đồn xuất chận, gây tổn thất rất lớn cho đoàn tàu qua tàu ngầm và phi cơ.